# Eubostrichus filiformis
Eubostrichus filiformis is een rondwormensoort uit de familie van de Desmodoridae. De wetenschappelijke naam van de soort is voor het eerst geldig gepubliceerd in 1869 door Greeff.